# مظاهرات متعلقة بالسوسيال
في فبراير 2022 م جرت مظاهرات في السويد تجمع العديد من النشطاء والأفراد للتعبير عن تضامنهم مع العائلات التي تم سحب أطفالها منها وللانتقاد من إجراءات هيئة الرعاية الاجتماعية السويدية الخدمات الاجتماعية (السويد). تلك التظاهرات جاءت في أعقاب دعوات انتشرت على وسائل التواصل الاجتماعي وأثارت ردود أفعال إعلامية واجتماعية كبيرة.
شهدت الدعوة تفاعلاً كبيرًا من قبل أولياء الأمور المهاجرين الذين تم انتزاع أطفالهم وتكليف "السوسيال" بالرعاية القسرية لهم. يُذكر أن قضية سحب الأطفال من قبل دائرة الشؤون الاجتماعية، المعروفة باسم "السوسيال"، أثارت جدلًا واسعًا على وسائل التواصل الاجتماعي في السويد وبعض الدول العربية. تلقت هذه القضية اهتمامًا كبيرًا في وسائل الإعلام، خاصة مع تزايد الانتقادات التي تتعلق بـ "ممارسات غير قانونية" من قبل موظفي الشؤون الاجتماعية السويدية. على الرغم من ذلك، نفت وسائل الإعلام السويدية في مقالات لصحفيين أن تكون أعمال "السوسيال" غير قانونية واعتبرت بعض هذه الحملات نتيجة تأثير بعض الأفراد المتشددين تحت تأثير عوامل عاطفية.

## سحب الأطفال من عوائلهم
تشير الفقرة الثانية، من قواعد القانون رقم 1990:52 الخاصة المتعلقة برعاية القُصر (تحت الـ18 سنة)، إلى أنه يتم فرض الرعاية (على الطفل) بناء على سوء المعاملة النفسية أو الجسدية، والاستغلال غير المناسب، وغياب الرعاية الصحية أو أي ظرف آخر في منزل الحاضنين، يمكن أن ينعكس على سلامة الطفل وصحته.
بموجب القانون فإن الخدمة الاجتماعية تستطيع سحب جميع أطفال العائلة، إذا ما تعرض أحدهم لظروف تعتبرها الخدمة الاجتماعية غير مناسبة ضمن الإطار العائلي، مثل العنف، أو عدم القدرة على إعطاء الطفل ما يحتاجه من أساسيات. لكن أظهرت تقارير بأن الخدمة الاجتماعية تلحق الآذى بالأطفال المسحوبين من عوائلهم، بإجراءات التعامل وسوء معاملة الأطفال، ولا تكتفي بأخذ الأطفال من آبائهم قسراً، فقد شهد حالة أخذ أطفال حديثي الولادة من آبائهم اللاجئين، ومُطالبتهم بالإجهاض في حال عدم توفر عائلة بديلة. ناهيك عن الأخطاء في إرسال الأطفال لعائلة بديلة تودي بهم لحالات الإغتصاب، ومنهم من أصيبوا بأمراض وحوادث خطيرة بسبب الإهمال وسوء الرعاية، مع ظهور أكثر من حالة وفاة بين الأطفال، والسبب أن الخدمات الاجتماعية السويدية كانت مخطئة، هذا لأنهم يفتقرون إلى الموارد الصحيحة أو الروتينية أو المهارات اللازمة لسحب الأطفال من عائلاتهم. ولا يفرّق بين أطفال الأسر المحلية والأخرى المهاجرة، بل يطبّق قوانينه على كل الأطفال داخل السويد.
تقول الناشطة "إليزابيت بروم"، في ندوة حول أخذ الأطفال من قبل دائرة الشؤون الاجتماعية “السوسيال”، في العاصمة السويدية ستوكهولم: “إن دائرة السوسيال لا تقوم بتطبيق القانون كما هو مكتوب وأن تقاريرها تتم المصادقة عليها في المحكمة بنسبة تقارب 98 في المئة”. وتوضح أنها عندما قرارها مع حوالى 40 محامياً الاحتجاج على “السوسيال” لتعسفه وعدم التزامه، لم يجدِ نفعاً، فتوجهت إلى المحكمة الاوروبية ولم يسمح لهم بالكلام هناك لتسليط الضوء على هذه القضية سوى لمدة خمس دقائق فقط. وأضافت أن الحكومة تصرف أموالاً باهظة للعائلات التي يوضع عندها أطفال وتقدر بالملايين، وهناك وضع غير صحيح لأن “السوسيال” يعمل على إغراء الطفل المحتجز ويقدم له ما يريد من أجل ألا يعود لأهله. ووفقاً للمركز السويدي للمعلومات، فإن «السوسيال» السويدي يأخذ نحو 20 ألف طفل سنوياً من أسرهم سنوياً، ويعيد توزيعهم على أسر أخرى.

### المسؤولية القانونية
تعتبر الخدمة الاجتماعية هي السلطة المسؤولة قانونياً عن ضمان تنشئة الطفل في بيئة “آمنة”، وفي حال شكّت هذه المؤسسة بوجود خطر على حالة الطفل الصحية أو النفسية، يحق لها أخذ الطفل بقوة القانون ووضعه عند عائلة أخرى “مضيفة”، وتنتقل الحالة القانونية وبموجب قرار صادر عن المحكمة الإدارية في كل بلدية، من الوالدين إلى دائرة الخدمات الاجتماعية، وعند أخذ الطفل، ينتقل من وصاية والديه ليكون نزيلاً لدى أحد المؤسسات الاجتماعية التي يشرف عليها موظفون، حتى يختاروا له عائلة تقبله، ويتم نقله من بلدية إلى أخرى يجهلها الأهل، ومن دون التصريح عن مكان إقامته ومع من يعيش، وتحصل العائلة المُستضيفة على راتب ما بين 20 ألف كرون (2300 دولار) و40 ألف كرون (4600 دولار) شهرياً من دون أن تدفع ضرائب.
من هنا بدأت بعض الجمعيات الأهلية تعي أهمية تأهيل العائلات اللاجئة بأهمية القانون وأسس تربية الأطفال وفق أسس سويدية، يقول مدير مكتب الخدمات الاجتماعية "يوهان كلينغبوري" أن هدف جمعيتهم “تأهيل العائلات التي فقدت أطفالها عن طريق تعليم الأهل أساليب التربية من خلال دورات تخصصية حتى يكونوا قادرين على استعادة أطفالهم من حضانة السوسيال”. لكن الطبيبة النفسية المتخصصة في شؤون الطفل، "أنا أندرسون"، ترى “أن عدم الاطلاع الواسع للمشرفين في مؤسسات رعاية الأطفال في السويد على الثقافة الأصلية للأطفال وعائلاتهم وبخاصة الوافدين من الشرق الأوسط والبلاد العربية إضافة إلى ضعف التواصل اللغوي، وسع من انتشار الظاهرة ولم يحقق الهدف المرجو من أخذ الأطفال، كما أن أطفالاً كثيرين، هم يتقدمون بشكوى لمدرستهم عما يحصل”. ويقع العديد من العرب واللاجئين منهم تحت طائلة هذا القانون بسبب سوء الفهم والاختلاف الثقافي الواضح وصعوبة تعلم اللغة بالنسبة للأهل.
كانت الصحفية السويدية "توف كارلسون"، مؤلفة كتاب «السلطة على الأطفال-الخدمة الاجتماعية»، قد أشارت إلى أن قانون الخدمات الاجتماعية الحالي قد دخل حيز التنفيذ في عام 1982. وكان الغرض منه هو البناء على الطوعية أكثر من القوانين التي حلت محلها، على ألا يتم استخدام التدابير القسرية إلا في حالات الطوارئ القصوى، كان الهدف المعلن للقانون هو تقليل عدد الرعاية غير الطوعية للأطفال. كان القانون يخدم بشكل أساسي، العائلات التي تتقدم بطلب يفيد بأنها غير جاهزة للتعامل مع الطفل، سواء لأسباب نفسية، أو اجتماعية، أو أسرية، بعدها يُنظر إلى الطلبات؛ ومن ثم توافق الحكومة على أخذ الطفل بناءً على طلب من الأسرة، لكن الآن ما يحدث هو العكس؛ وهو ما قد يدفع بعض الأسر إلى التنازل عن أطفالهم؛ حتى يتمكنوا من رؤيتهم بدلاً من أن تجبرهم الدولة على تركهم، وفي هذه الحالة يتم منحهم لأسرة لا تستطيع الأسرة الأصلية التواصل معها.
على رغم أن التشريع القانوني في السويد يفرض على دائرة الشؤون الاجتماعية إعادة الأطفال إلى منازلهم إذا كان ذلك ممكناً وبأسرع وقت، إلا أنه ومن كل عشر حالات يعود طفل أو طفلة مجدداً إلى العائلة الأصلية، أو تنتظر الأخيرة حتى يبلغ الطفل 18 سنة حتى تمكنه العودة مجدداً إلى عائلته. في بعض الحالات لا ينفصل الأطفال عن أهلهم بشكل كامل، ولكن يبقون على تواصل ويحصلون على زيارات دورية، وفي حالات أخرى يتم إرجاع الأطفال إلى أهلهم بعد فترة من الزمن، يتم تحديدها من المحكمة، حتى تتم تسوية وضع الأهل في حال وجود خلافات، أو لإنهاء الوالدين دورات تأهيلية في التربية والتعامل مع الأطفال.

## ردود الفعل
انضم مفتي سلطنة عُمان أحمد الخليلي إلى المتضامنين مع قضية العائلات المسحوبة أطفالهم في السويد، وقال "الخليلي" في بيان نشره على حسابه في موقع تويتر: "كم هي نكبات الأطفال في هذا العصر الذي اجتيحت فيه الحقوق وتلاشت قيم الإنسانية فبقدر ما آلمتنا مأساة الطفل السوري الذي تسلطت عليه أيدي العصائب الإجرامية البالغة في الوحشية الضارية ما لم تبلغه السباع الكاسرة، تألمنا لانتزاع الأطفال في السويد من آبائهم وأمهاتهم ووضعهم في أيدي من لا يمتون إليهم بصلة، ولا يجدون منهم حنواً ولا حناناً، من غير التفات إلى بكاء الأطفال ولا بكاء الآباء والأمهات".